# VfR Mannheim
Maillots
Le Verein für Rasenspiele Mannheim e.V. est un club allemand de football situé à Mannheim.

## Palmarès
- Championnat d'Allemagne
  - Vainqueur en 1949

## Anciens joueurs
- Sepp Herberger
- Oskar Rohr
- Otto Nerz (amateur)